# Austin Motor Company

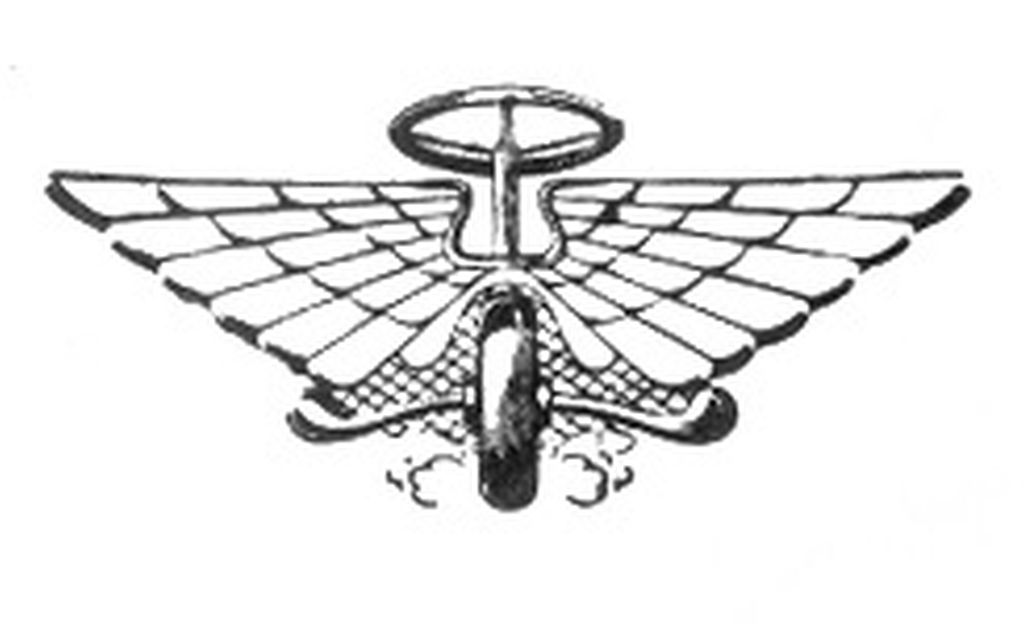
Logo vozů Austin

The Austin Motor Company Limited byl anglický výrobce automobilů, který měl sídlo v Longbridge v Birminghamu. Roku 1905 firmu založil Herbert Austin. Roku 1952 firma zfúzovala s firmou Morris Motors a vznikla nová společnost British Motor Corporation. Vozy se značkou Austin vyráběla do roku 1987. Majitelem značky Austin je v současnosti čínská státní společnost SAIC Motor. Austin vyráběl řadu vozů, které sehrály velkou roli v britské kultuře, například Mini, Austin FX4, který sloužil jako londýnské taxi v letech 1958–1997, nebo Austin-Healey Sprite.